# Cratere Sitrah
Sitrah  è un cratere sulla superficie di Marte.